# Maison de Branislav Nušić
La maison de Branislav Nušić (en serbe cyrillique : Кућа Бранислава Нушића ; en serbe latin : Kuća Branislava Nušića) est une maison située à Belgrade, capitale de la Serbie, dans la municipalité urbaine de Savski venac. Construite en 1937, elle est inscrite sur la liste des biens culturels de la ville de Belgrade.

## Présentation
La maison, située au 1 rue Šekspirova, a été construite par le dramaturge Branislav Nušić (1864-1937) ; bâtie en 1937 dans le style traditionnel du maison familiale de Belgrade, elle a accueilli l'écrivain dans la dernière année de sa vie. Branislav Nušić est considéré le plus important auteur de comédies de la littérature serbe.

## Musée
La fille de Branislav Nušić, Gita Nušić-Predić, a fait don au Musée de la Ville de Belgrade d'une partie des biens de son père, son bureau de travail, la chambre turque, ses manuscrits et une importante collection d'œuvres, des photographies, des documents et une collection de caricatures, ainsi que des objets personnels (diplômes, décrets etc.).
Le Musée de la Ville de Belgrade a ouvert au public ce Legs Branislav Nušić, installé dans la maison, en 1988, faisant ainsi de la demeure un musée commémoratif,.